# Ubaldo Gandolfi

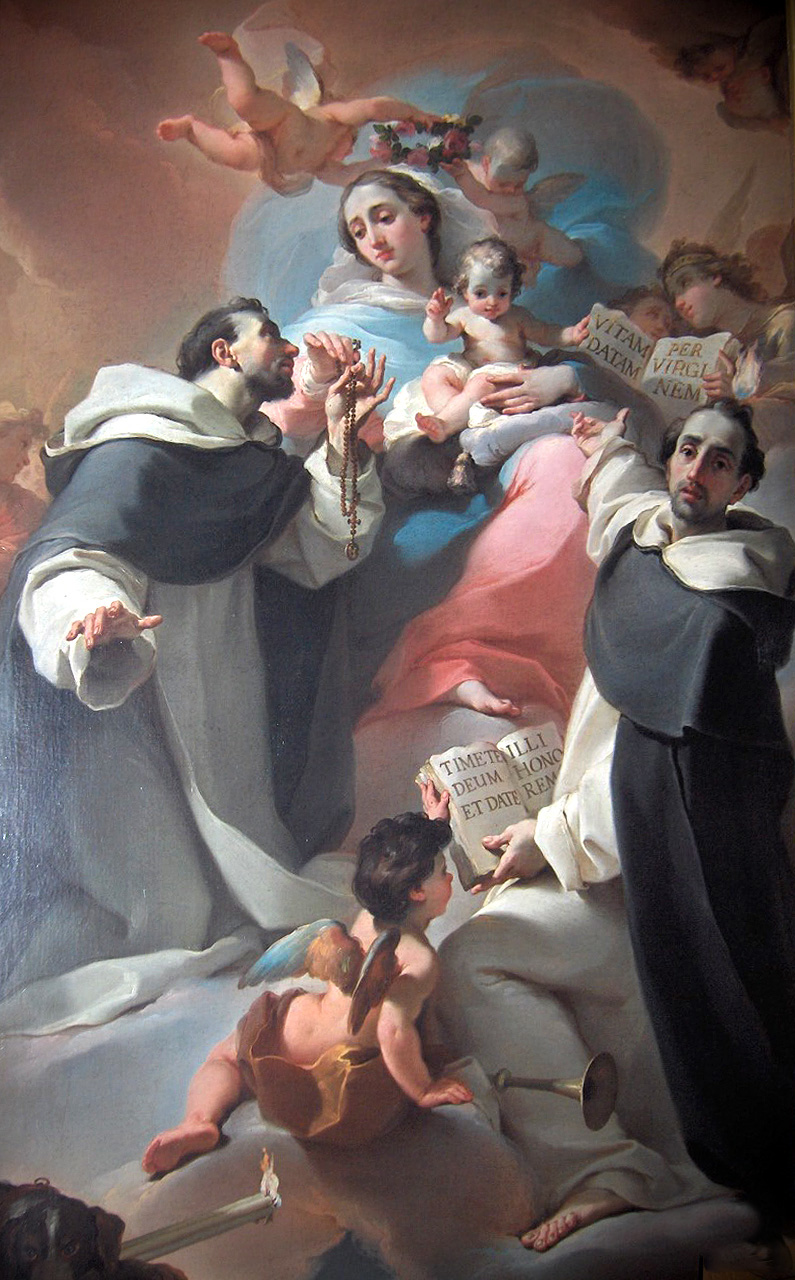
Virgen con Niño, Santo Domingo y San Vicente Ferrer

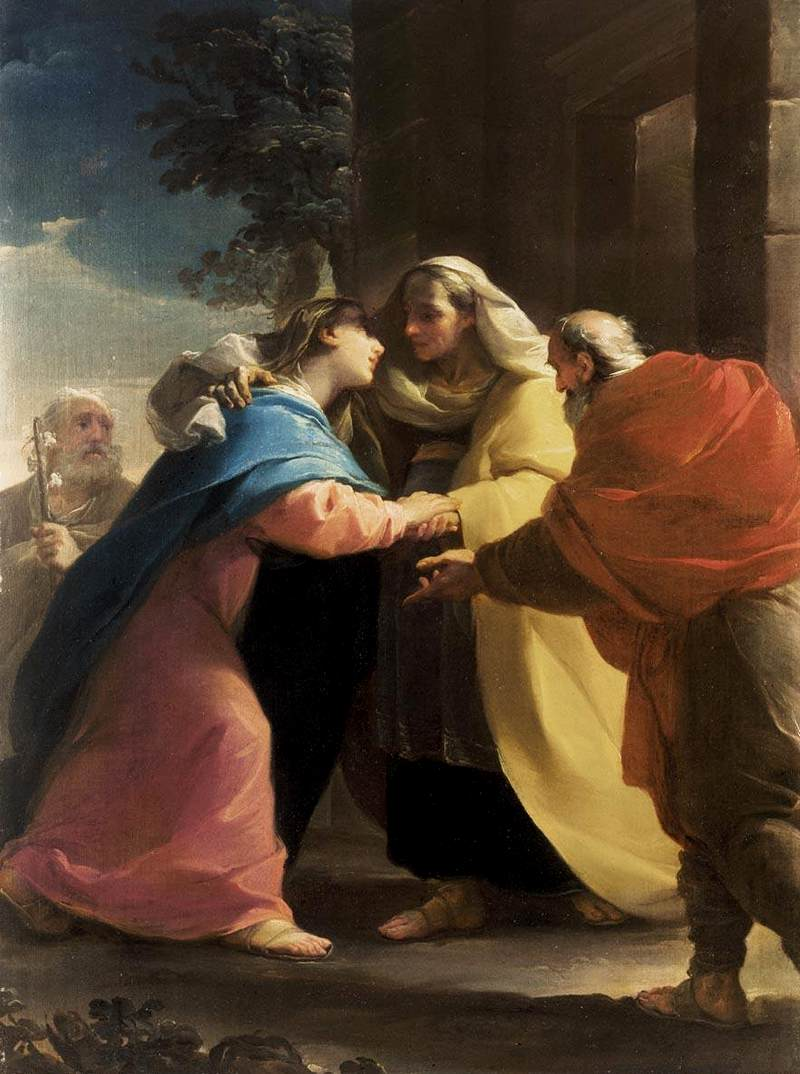
Visitación

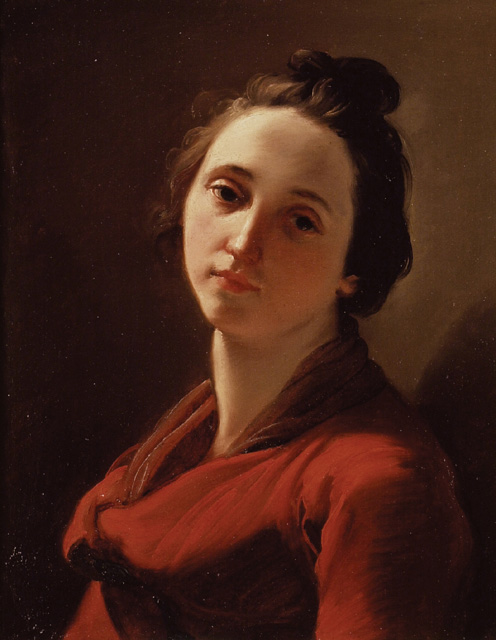
Retrato femenino, probablemente Rosa Spisani, la esposa del artista.

Ubaldo Gandolfi (San Matteo della Decima, 28 de abril de 1728— Rávena, 27 de julio de 1781) fue un pintor italiano, perteneciente a la última etapa del Barroco. Activo en la ciudad de Bolonia, a cuya escuela perteneció.

## Biografía
Perteneció a una gran familia de artistas, entre los que destacó sobre todo su hermano Gaetano y el hijo de éste, Mauro Gandolfi. Junto con ellos es considerado de los últimos representantes de la Escuela Boloñesa. A los 17 años ingresó en la Accademia Clementina, donde fue alumno de Ercole Graziani el Joven, Felice Torelli y Ercole Lelli. De este último aprendió Ubaldo a dibujar la anatomía humana; Lelli es conocido principalmente por haber realizado modelos anatómicos en cera a partir de cadáveres diseccionados para el Istituto d'Anatomia.
El arte de Ubaldo está a caballo entre el moribundo barroco y el pujante neoclasicismo que ya se imponía en el arte italiano y europeo. Su manera de pintar recuerda fuertemente al estilo de uno de los fundadores de la escuela boloñesa, Ludovico Carracci. Gandolfi también está documentado como escultor. Se conservan algunos modelos de terracota ejecutados por su mano.
Sus hijos Ubaldo Lorenzo y Giovanni Battista (nacido en 1762) también fueron pintores, aunque no se conoce casi nada de su obra de este último.

## Obras destacadas

### Pintura
- Virgen en la gloria con los santos Pedro, Teresa de Avila, Roque y Luis Gonzaga (1759, Uffizi, Corredor Vasariano, Florencia)
- Retrato de Anna de Banzi Cavazzi (1760, colección particular)
- Resurrección de Cristo (1765, Pinacoteca Nacional de Bolonia)
- Sibila (1765-69, colección particular)
- Visitación (1767, Colección privada)
- Estigmatización de San Francisco (1768, Pinacoteca di Brera, Milán)
- Selene y Endimión (1770, Los Angeles County Museum of Art)
- Retrato de muchacho con las manos sobre una balaustrada (1770, Pinacoteca Nacional de Bolonia)
- Mercurio adormece a Argos (1770-75, North Carolina Museum of Art, Raleigh)
- Mercurio se dispone a decapitar a Argos (1770-75, North Carolina Museum of Art, Raleigh)
- Virgen con el Niño y Santo Domingo y San Vicente Ferrer (1773, San Domenico, Bolonia)
- Retrato de mujer joven (1775-78, Ashmolean Museum, Oxford)
- Retrato de niño (1778, Museo del Louvre, París)
- Visión de San Francisco de Paula (1778-79, Pinacoteca Nacional de Bolonia)

### Escultura
- José de Arimatea (c. 1775, Utah Museum of Fine Arts, Salt Lake City)